# Hedera helix
La hiedra común o Hedera helix es una especie botánica de hiedra originaria de los bosques húmedos del oeste, el centro y el sur de Europa, norte de África y Asia, desde la India hasta Japón.

## Generalidades
Es una planta trepadora de hojas perennes que ha sido ampliamente utilizada con fines medicinales. Hay que distinguirla de la hiedra venenosa que se encuentra en América.
La hiedra es una planta relicta y uno de los escasos supervivientes de la flora laurisilva de la era terciaria en Europa. Se cree que su fácil dispersión por las aves la ayudó a colonizar de nuevo amplias zonas de donde había desaparecido durante las glaciaciones.[cita requerida]

### Hojas
Las hojas son simples,lobuladas, alternas, coriáceas, brillantes, lustrosas de color verde oscuro, con un diámetro de entre 5 y 10 centímetros. Pueden apreciarse dos tipos de hojas diferentes en una misma planta: las de las ramas no floríferas, acusadamente lobuladas; y las de las ramas floríferas, carentes de lóbulos.

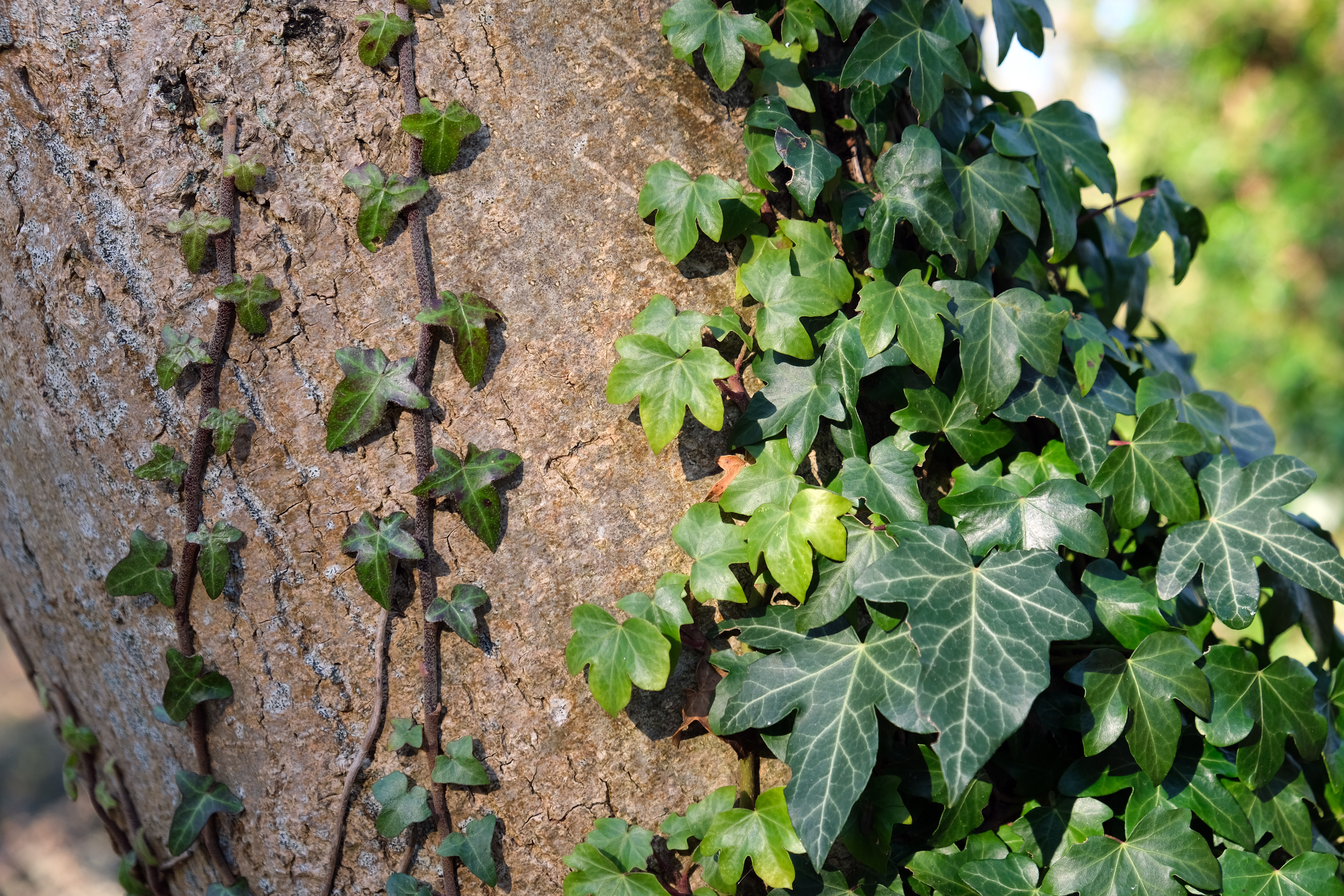
Hojas de rama no florífera de Hedera helix

### Flores
Las flores son pequeñas de color verde en umbelas globulares simples que se inclinan hacia el suelo y forman un corimbo.

### Frutos

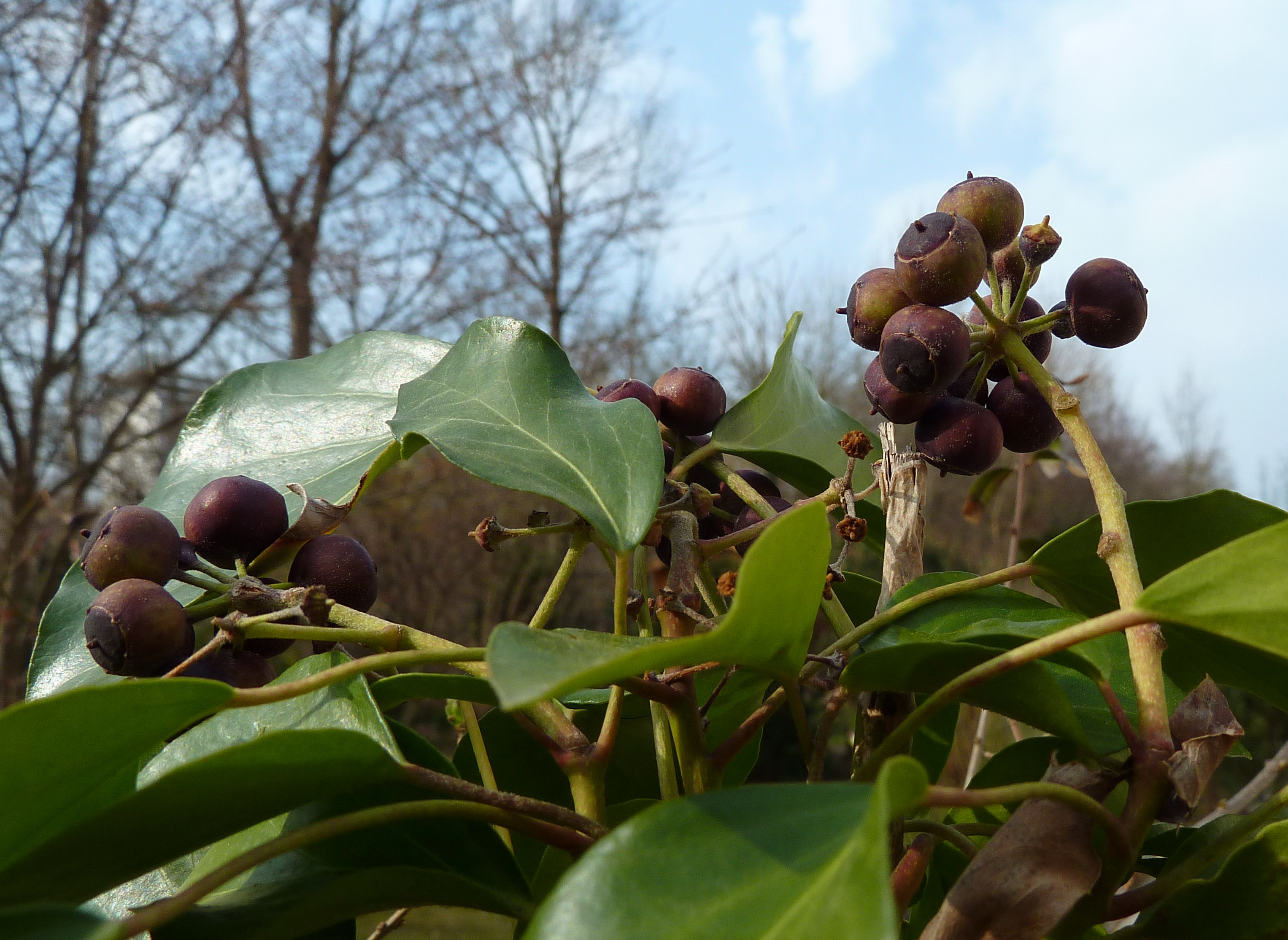
Bayas

El fruto es una baya negra del tamaño de un guisante con 2-5 semillas y es venenoso.

## Uso

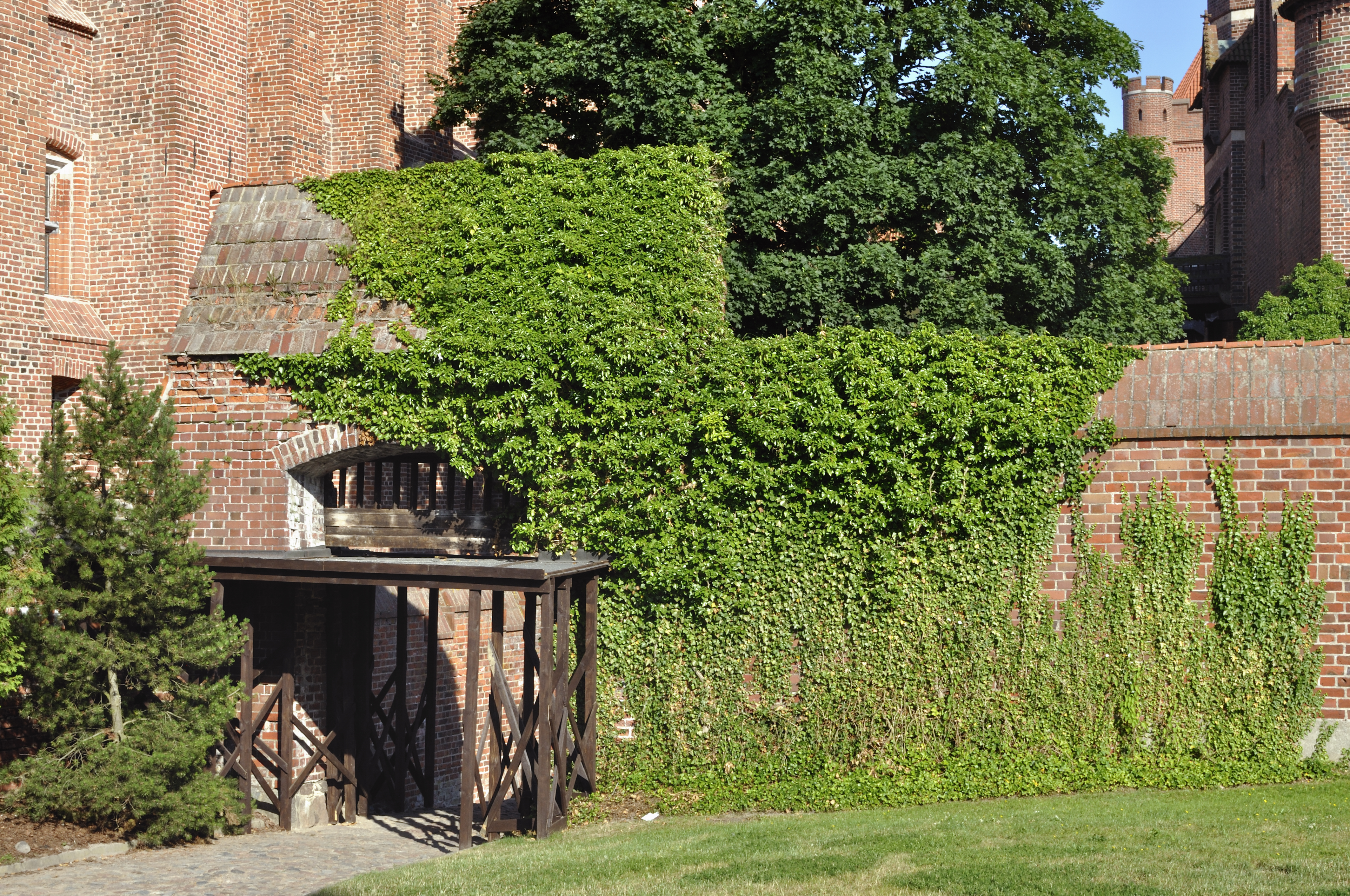
Entrada al castillo de Malbork.

Se trata de una planta de uso muy común como ornamental para cubrir paredes y muros.
Es considerada una planta tóxica. Produce desde vómito, diarrea hasta coma.

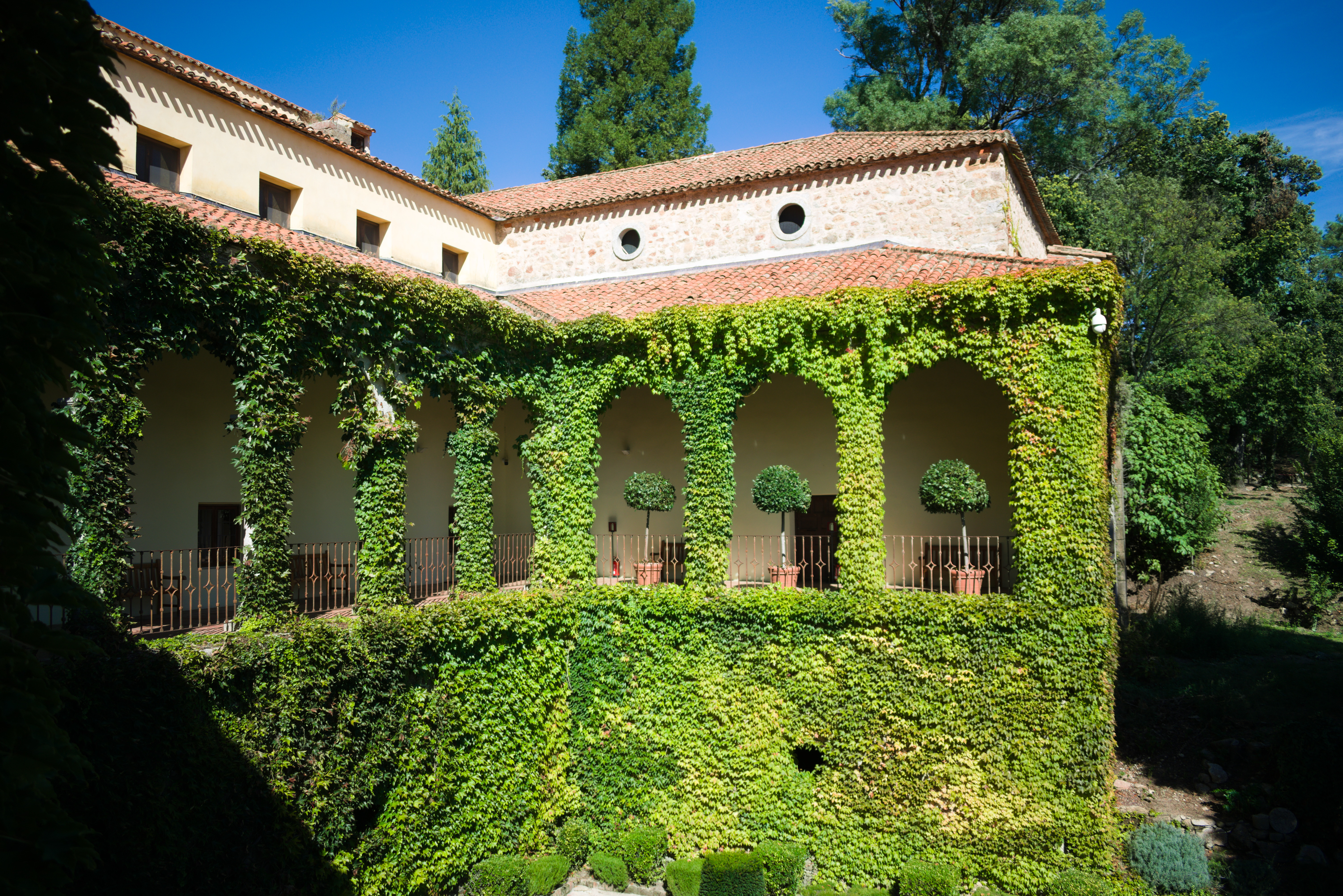
Balcón del palacio del emperador, en el Monasterio de Yuste, cubierto por hiedra.

Solo en laboratorios pueden ser aisladas las sustancias que pueden ser utilizadas por seres humanos.
La sustancia activa aislada y purificada de la hoja de la planta es una saponina, principalmente alfa y beta saponinas.
La hiedra común posee sustancias de acción espasmolítica, expectorante, y antitusígena debido a las saponinas. Se ha estimado que las saponinas desencadenan respuestas en el epitelio del estómago que a su vez activa las glándulas mucosas de los bronquios a través de señales nerviosas para eliminar la mucosidad.

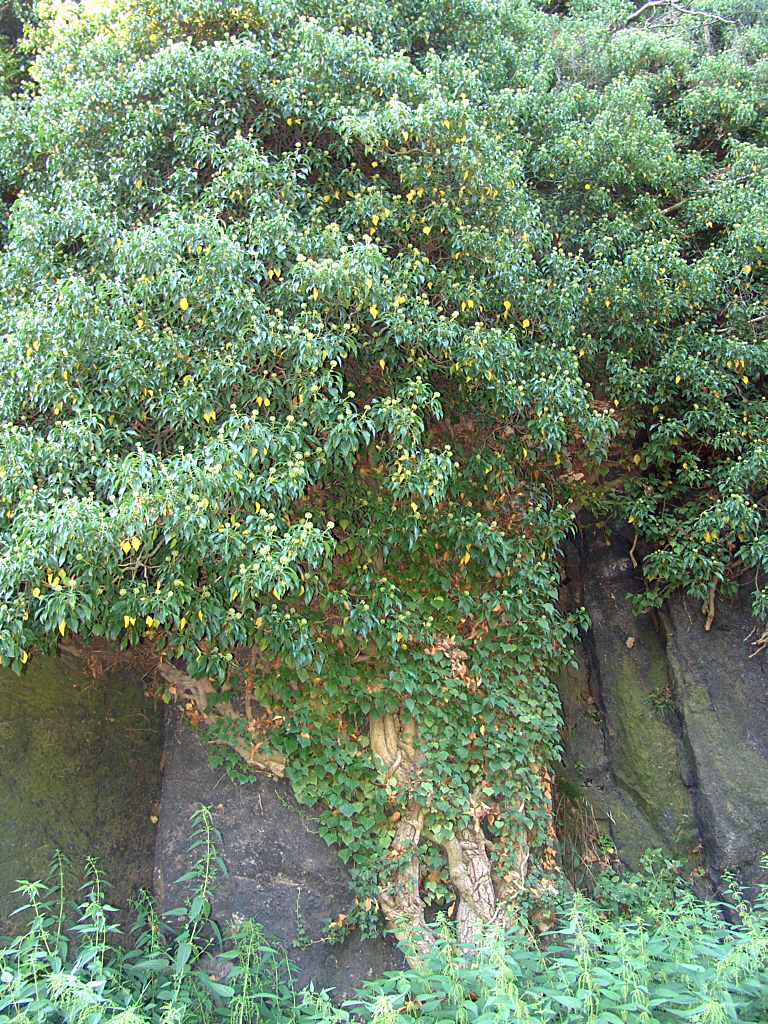
Hiedra creciendo en granito en Chequia

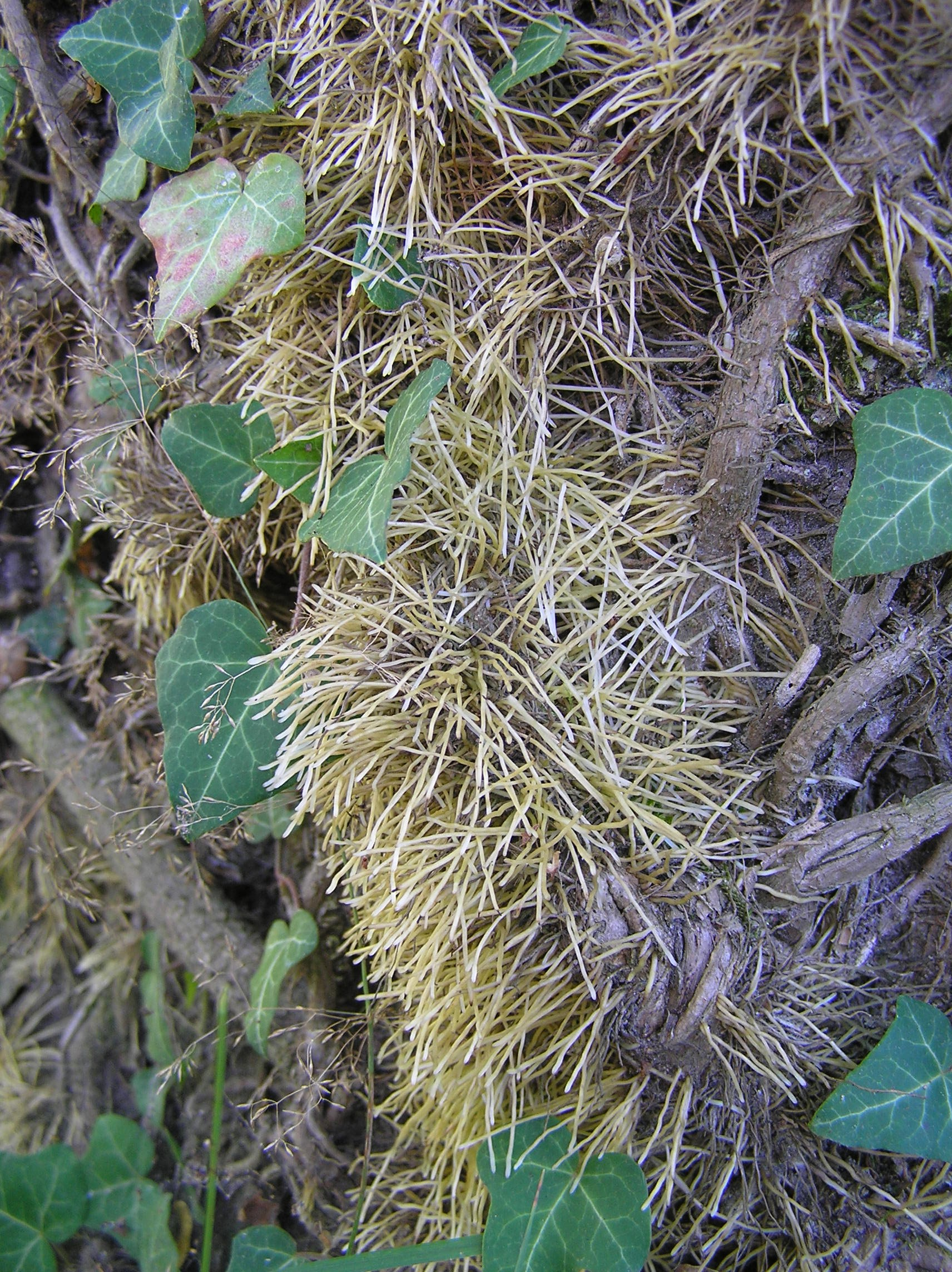
Tallos que muestran las raicillas que utiliza para adherirse a las paredes y troncos de árboles.

Además los estudios animales e in vitro demuestran que los saponósidos presentes en los extractos de hiedra impiden los espasmos musculares en la zona bronquial, principalmente la alfa hederina, de ahí su efecto antitusígeno. La alfa hederina se obtiene de la hoja de esta hiedra.

## Taxonomía
Hedera helix fue descrita por Carlos Linneo y publicado en Species Plantarum 1: 202. 1753.
Etimología
Hedera: nombre genérico dado a la hiedra.
helix: epíteto del griego antiguo que significa  "torsión, vuelta".
Citogenética
Número de cromosomas de Hedera helix (Fam. Araliaceae) y táxones infraespecíficos:  2n=48
Sinonimia
- Hedera poetarum  Bertol.
- Hedera poetica Salisb.[4]

Variedades
- Hedera helix subsp. helix
- Hedera helix forma poetarum (Nicotra) McAll. & A.Rutherf.
- Hedera helix subsp. rhizomatifera McAll.[4]

## Nombres comunes
El nombre común es diverso:
- Castellano: aráa, cazuz (3), cussus, edera, enredadera (3), harau, hedra, hiedra (51), hiedra , hiedra arbórea, hiedra común, hiedra de poeta, hiedra macho, hiedra mayor, hiedra mural ancha, hiedra negra, hiedra terrestre (2), hierba del gotoso, jeran, ruda, sidra, trepadora (2), yedra (40), yedra arbórea (2), yedra bravíe, yedra común (4), yedra de jardín, yedra estéril, yedra negra, yedra rastrera, yedro (3), yera (2), yeras (2), yiedra.(el número entre paréntesis indica las especies que tienen el mismo nombre en España).[5]